# Fool on the planet
『Fool on the planet』（フール・オン・ザ・プラネット）はロックバンド、the pillowsのベストアルバム。

## 概要
キングレコードに移籍した年である1994年から2001年の7年間におけるthe pillowsの代表曲が多く収録されており、通称第二期の楽曲も2曲収録されている。表題曲である「Fool on the planet」は新曲であり、シングル曲である「Ride on shooting star」「I think I can」はアルバム初収録である。また、隠しトラックも存在する。
このアルバムは全曲メンバーによるリマスタリングが施されていて、過去に収録された音源と比べて若干音質が向上している。
このアルバムの前年に発表されたガイナックスのOVA作品『フリクリ』の存在がこのアルバムの売り上げに大きく貢献したとされている。このアルバムには同作品の劇中に使用された楽曲や、同作品の主題歌である「Ride on shooting star」が収録されている。オリコンのアルバムランキングでは初登場19位を記録している。
また、ボーカルの山中さわおはかつて雑誌のインタビューなどで「ベストアルバムは出さない」と公言しており、このアルバムの発表が決まった瞬間、ベストアルバム発表肯定派と否定派の対立で公式サイトの掲示板が荒れ、山中本人が反論の書き込みをするなどの事態が当時続いていた。

## 収録曲
作詞・作曲：山中さわお（全曲）
1. Fool on the planet
初出：新曲
2. Swanky Street
初出：シングル （1996年8月21日）／『Please Mr.Lostman』 （1997年1月22日）
3. I think I can
初出：シングル （2000年11月22日）／初収録
4. インスタント ミュージック
初出：シングル （1998年11月27日）／『RUNNERS HIGH』 （1999年1月22日）
5. TRIP DANCER
初出：シングル （1996年11月21日）／『Please Mr.Lostman』 （1997年1月22日）
6. ONE LIFE [Album Mix]
曲初出：シングル （1997年6月21日）／収録バージョン初出：『LITTLE BUSTERS』 （1998年2月21日）
7. 屋上に昇って
初出：『LIVING FIELD』 （1995年3月24日）
8. Midnight Down
初出：『RUNNERS HIGH』 （1999年1月22日）
9. カーニバル
初出：シングル （1999年7月28日）／『HAPPY BIVOUAC』 （1999年12月2日）
10. 確かめに行こう
初出：『RUNNERS HIGH』 （1999年1月22日）
11. LITTLE BUSTERS
初出：『LITTLE BUSTERS』 （1998年2月21日）
12. Ride on shooting star
初出：シングル （2000年4月26日）／初収録
13. NAKED SHUFFLE
初出：『KOOL SPICE』 （1994年7月2日）
14. Funny Bunny
初出：『HAPPY BIVOUAC』 （1999年12月2日）
15. ストレンジ カメレオン -ORIGINAL STORY-
曲初出：シングル （1996年6月21日）／収録バージョン初出：『Please Mr.Lostman』 （1997年1月22日）
16. ハイブリッド レインボウ
初出：シングル （1997年11月21日）／『LITTLE BUSTERS』 （1998年2月21日）
  - secret slogan （隠しトラック）

## 演奏
- 山中さわお：Vocal, Guitar
- 真鍋吉明：Guitar
- 佐藤シンイチロウ：Drums
- 鈴木淳：Bass
- 鹿島達也：Bass